# Rádio Capital (São Paulo)
A Rádio Capital é uma emissora de rádio brasileira sediada em São Paulo, capital do estado de mesmo nome, que opera nas frequências AM 1040 kHz e FM 77,5 MHz, e pertence a Nelson Morizono e Meire Yasue Fukugauti.

## História
A Rádio Capital foi inaugurada em 25 de janeiro de 1978, data de aniversário da cidade de São Paulo, por Edevaldo Alves da Silva e Arnold Fioravante, no lugar da Rádio Novo Mundo, fundada três anos antes, na frequência AM 560 kHz.
Em seus primeiros anos no ar, a emissora se consolidou graças a sua programação musical e a seus programas populares, como os de Hélio Ribeiro e Eli Corrêa, conquistando, com o passar dos anos, a vice-liderança do dial paulistano.
Uma das reportagens de destaque efetuadas pela Rádio Capital ocorreu no ano de 1979, quando deu-se a cobertura de um provável pouso de um disco voador no Morro da Mariquinha, em Sorocaba, percebido após várias luzes surgirem no alto do morro, mas logo se soube que nada mais eram que motoqueiros ligando os faróis de suas motos. Houve destacamento de vários repórteres para a cobertura do evento. Em novembro de 1981, a emissora se desloca para a frequência 1 040 kHz, onde está até hoje.
Em 1996, Edevaldo Alves da Silva e Arnold Fioravante venderam a rádio ao empresário Yoshimi Morizono, mais conhecido como Nelson Morizono, na época proprietário da DM Farmacêutica, responsável por grandes marcas como Doril, Biotônico Fontoura, Benegrip, entre outros, que hoje pertencem a Hypermarcas. Atualmente, Nelson é proprietário da Companhia Brasileira de Bebidas Premium, responsável pela comercialização da cerveja Proibida.
Em junho de 2013, através de uma parceria feita com a Super Rádio Tupi do Rio de Janeiro, a Rádio Capital transmitiu a Copa das Confederações de 2013 e a Copa do Mundo de 2014. Em julho de 2017, a emissora alcança pela primeira vez a liderança do dial de São Paulo, ultrapassando assim a até então líder de audiência Rádio Globo, que há meses antes havia planejado estrear um novo estilo de programação.
O ano de 2018 foi marcado por uma série de mudanças na programação matinal da emissora. Em setembro, o comunicador Eli Corrêa passou a comandar seu programa das 06h na Top FM. Para seu lugar, foi contratado Rony Magrini, que teve passagens pela Cidade FM e Globo. Em dezembro foi a vez de Paulo Lopes se despedir, para atuar em uma das emissoras do Grupo Massa de Comunicação. No dia 24 de dezembro, a Capital colocou, como substituto,  o Debate das Onze, sob o comando de Amália Rocha, Paulo Eugênio e Roberto Muller.
Em 2019, além das alterações na grade esportiva, a emissora viveu grandes movimentações. Em fevereiro, aconteceu o retorno de Eli Corrêa ao horário da 06h. Na sua reestreia, ele agradeceu aos ouvintes que mandaram mensagens reclamando de sua ausência e não falou nada sobre sua passagem pela Top FM. Rony Magrini passou a ocupar o horário das 08h. Ainda em fevereiro, mais alterações na programação matutina. O comunicador Paulo Eugênio deixou a emissora. E João Ferreira foi o apresentador escolhido pela direção para ser o mediador do Debate das onze. João Ferreira teve passagens por rádios do Rio de Janeiro e de São Paulo. Nos últimos anos, ele trabalhava como relações públicas da Ultrafarma.
No dia 17 de Junho de 2019, Padre Marcelo Rossi, estreou seu novo programa No Colo de Jesus e de Maria na Rádio Capital. Em 23 de Julho, Juarez Soares falece aos 78 anos. Em 31 de Julho, Pedro Trucão e Paula Toco deixam a equipe e apresentam pela última vez o Fazendo Rastros Pelo Brasil e Brasil Caminhoneiro com Fernando Richeti o substitui no dia seguinte. E em 5 de Agosto, Rony Magrini deixa a equipe do Tamo Junto para integrar a equipe da Massa FM em São Paulo, sendo substituído no dia seguinte por João Ferreira. Em setembro, Mariana Kotscho sai do Capital Mulher e Andrea Matarazzo volta a ter seu programa somente aos sábados; a programação é unificada, para não ficar tendo musicas entre os programas de fim de semana e Seraphim passa para o horário da manhã; assim, Ângela Mattos fica apenas no Tamo Junto e termina aos domingos o De Papo.
Em Novembro, Julio Cesar vai para a madrugada e estreia um padre sertanejo no seu horário. Ainda neste mesmo mês, foi criada uma grande expectativa relacionada à permanência de Eli Corrêa na grade de programação da emissora. Seu contrato vence no dia 30 de novembro. Durante a edição de seu programa matinal do dia 27, ele tocou no assunto, deixando seus fãs preocupados e curiosos. No começo da tarde do mesmo dia, ele postou um vídeo em suas redes sociais dando uma satisfação a seu publico e prometendo uma resposta em 48 horas. Na sexta (29), o apresentador divulgou novo vídeo sem anunciar novidades sobre seu futuro profissional e pedindo paciência a seus ouvintes. Eli voltou a tocar no assunto em seu programa do dia seguinte (30), quando informou vai seguir na emissora até o dia 31 de dezembro de 2019, após reunir-se com diretores da emissora.. Após, a virada do ano. houve o acerto entre as partes. Eli ficará na emissora até o ano de 2022. Em dezembro de 2019, a emissora passa por mudanças em seu comando administrativo. A nova cúpula da emissora é formada por Rogério Andrade, diretor artístico, Marcello Cesário, diretor comercial e José Eduardo Pereira, diretor administrativo. Eles pretendem dar início a vários projetos, entre os quais a transmissão multiplataforma, a transmissão em rede de seus programas com emissoras interessadas e usar seus comunicadores como influenciadores do ponto de vista publicitário. Outra novidade, desta vez na grade de programação, foi o retorno do apresentador Paulo Lopes, que passou praticamente uma temporada na Massa FM em Londrina. No programa de estreia, Lopes, fez um discurso emocionado aos seus ouvintes.
Em 29 de junho de 2020, o comunicador Eli Corrêa deixou a emissora devido a legislação eleitoral em que ele é pré candidato ao cargo de vereador em SP, o que pra emissora foi uma quebra do atual vínculo que iria até 2022. Por conta disso, a esposa e também comunicadora Cinthia e o filho e apresentador Eli Corrêa Filho (também deputado federal) também deixam a emissora. Já no dia seguinte, houve mudanças na grade de programação da emissora. Houve a estreia do Expresso Capital em duas edições: de 6h as 8h com Thiago Matheus sendo que a segunda de 12h30 às 16h ele divide com Roberta Tiepo. Com isso, o Programa Luciano Facciolli ganha mais tempo passando a ir de 16h às 18h. Em 14 de setembro, a emissora fez novas mudanças na programação: o Expresso Capital em sua edição matutina passou a ter a apresentação de Ângela Mattos e Denise Oliveira, já a edição vespertina comandada por Thiago Matheus e Roberta Tiepo passou a entrar no ar as 14h enquanto que o Debate do Paulo Lopes perde 30 minutos e passou a ir de 11h as 12h. No mesmo dia estreou no horário de 12h o Show Capital com o comando de Paulinho Boa Pessoa que divide a atração com Roberta Tiepo e o Programa Luciano Facciolli muda de nome e passou a ser Capital da Hora, também apresentado pelo próprio.
Em 7 de maio de 2021, a Rádio Capital inaugurou sua frequência modulada estendida de 77,5 MHz, tendo sido uma das primeiras emissoras do Brasil aptas a realizar a migração. Em março de 2023, os transmissores para FM da estação, até então localizados em uma estrutura provisória no topo de seu edifício, foram transferidos para o Pico do Jaraguá passando a operar em classe especial E2, assim ampliando a cobertura para toda a capital, Grande São Paulo e cidades do interior.

## Equipe esportiva
No dia 28 de junho de 2013, a direção da Rádio Capital dispensou a Equipe 1 040, formada por Fausto Favara, Gomão Ribeiro, Lombardi Júnior, Dalmo Pessoa, Anderson Cheni, Rafael Esgrilis, Sérgio Orindi, Bruno Ribeiro e Tony José e toda a parte esportiva da emissora ficou a cargo da equipe da ESPN Brasil, que havia recentemente saído da Rádio Estadão. O acordo entre a Rádio Capital e a ESPN valeu apenas para a transmissão dos campeonatos nacionais e sul-americanos de futebol, sendo que a transmissão dos campeonatos europeus ocorriam apenas quando nenhum time paulista entrasse em campo no final de semana e quando os jogos da seleção brasileira não coincidiam com a programação normal da emissora. Além das jornadas esportivas, a equipe da ESPN produziu programas esportivos para a Rádio Capital, como as versões radiofônicas do SportsCenter, às 6 da tarde e o Bate-Bola, às 8 da noite. Em 31 de dezembro de 2014, é oficializada a saída da ESPN Brasil da equipe de esportes e em seu lugar, entra a Equipe Líder, vinda do Grupo CBS, produzindo programas apenas para o horário das 6 da tarde. Já o horário das 8 da noite foi ocupado por programas próprios da emissora. Além da equipe que veio do Grupo CBS, foram contratados os narradores Moacir Mainardi e Rogério Assis (que a conciliava com a Band Campinas), os comentaristas Marco Antonio Godoy e Luiz Ademar (que a concilia com o SporTV), os repórteres Eduardo Luiz, Camila Ribeiro e Eury Benevento, os âncoras Octávio Muniz, Eduardo Moreno e Guto Loureiro, os produtores Gabriel Carvalho e João Henrique e o técnico de áudio Eduardo Simões. Menos de um mês depois de ser contratado, Rogério deixa a Equipe Líder e transfere-se à rádio 105 FM. Em agosto são contratados o repórter Alexandre Praetzel (ex-Rádio Bandeirantes) e o plantão Saulo Oliveira, porém uma semana depois, Praetzel se muda para a 105 FM. Em 2016, o repórter Luiz Teixeira deixa a equipe, transferindo-se à BandNews FM, vindo em seu lugar Guto Monte Ablas, que estava na web rádio Premium Esportes. No mesmo ano, a Equipe Líder passou a transmitir jogos também na Tropical FM, transmitindo por ela algumas das partidas em simultâneo com a Capital e jogos alternativos quando houver duas ou mais partidas no mesmo horário. Meses após a parceria com a Tropical FM, a Equipe Líder deixa a Capital, permanecendo apenas na FM, em razão de insatisfações da direção da emissora com Alexandre Barros, chefe da Equipe Líder.
Em maio de 2016, a Capital voltou a ter equipe esportiva, agora terceirizada para o apresentador Paulo Eugênio Barboza. A equipe teve um narrador para cada time paulista. Além disso, a equipe teve um programa chamado Deixa que Eu Chuto, que era no final da tarde. Em dezembro de 2016, a equipe foi extinta. No dia 13 de março de 2017, o jornalista Weber Lima estreou uma nova equipe esportiva na Capital. Além dele, estarão os narradores Hugo Botelho e Maurício Camargo, os repórteres Marcelo Lima e Douglas Araújo e os comentaristas Zetti, Basílio e Velloso. O programa Show de Bola Capital vai ao ar de segunda a sexta das 18h as 19h e as jornadas esportivas vão ao ar as quartas, quintas, sábados e domingos acompanhando os 4 grandes paulistas nos principais campeonatos de futebol do país. Em 16 de novembro, foram anunciadas as saídas da emissora do narrador Maurício Camargo e dos repórteres Marcelo Lima e Douglas Araújo. Ainda em novembro, são anunciados novos reforços para a equipe esportiva da emissora: o narrador Cadu Cortez (ex-Fox Sports e atualmente na TV Cultura, e que no rádio, passou por Bandeirantes e Estadão), o experiente repórter Luis Carlos Quartarollo (ex-Jovem Pan) e o ex-jogador César Sampaio, que substituirá Velloso, que também deixa a Capital. Em 29 de novembro, é anunciado o retorno do repórter Alexandre Praetzel a emissora, na qual trabalhou em 2015 (atualmente ele está no Esporte Interativo), e em janeiro é anunciado a contratação do repórter Lucas Basílio (que atualmente também trabalha no BandSports). Em 12 de julho de 2018, a emissora anunciou que deixará de fazer transmissões esportivas, mas manterá o programa Show de Bola Capital no ar. Em 21 de dezembro de 2018, a equipe do Show de Bola deixou a Capital para comandar uma nova atração na Top FM, o Tops de Bola, que estreia em janeiro de 2019. No dia 28, é anunciado um novo programa esportivo da Capital que estreará também em 07 de janeiro, o Capital da Bola, que contará com o retorno de nomes ligados ao rádio esportivo: Anderson Cheni (ex-Rádio Globo/Rádio CBN e que volta a Rádio Capital depois de 6 anos, seguindo ainda na RIT TV), Osmar Garraffa (outro ex-Globo e que segue na TV Gazeta), Juarez Soares (atualmente na RedeTV! e que passou, no rádio, por Globo e Rádio Transamérica) e Marcelinho Carioca (ex-jogador e que foi comentarista da Transamérica e da Rede Bandeirantes, este estreando na função como jornalista diplomado) e Alexandre Porpetone (humorista do A Praça é Nossa do SBT e também trabalhou no rádio, pela Transamérica). No dia 31 de dezembro, foi veiculada a última edição do Show de Bola Capital, com a apresentação de Weber Lima e as participações de Zetti, Cesar Sampaio, Luciano Faccioli e Rogério Andrade, diretor artístico da emissora. No final do programa, houve espaço para a despedida da equipe, mas sem citar a transferência para outro prefixo. Em 23 de julho de 2019, morreu Juarez Soares, vítima de um câncer, que o obrigou a se afastar do programa. Em 12 de dezembro de 2019, o perfil do Capital da Bola no Instagram publicou a informação de que sua equipe responsável estaria de mudança para a Rádio Tropical, para comandar um novo programa sobre futebol, o Arena Tropical.